# Laguna Verde

La Laguna Verde, a Bolívia

La Laguna Verde (nom original en castellà) és una llacuna d'aigua salada altoandina ubicada a la Reserva Nacional de Fauna Andina Eduardo Abaroa, Bolívia, a l'altiplà potosí, a 4.350 msnm. Mesura 3,7 km de llarg per 2,3 km d'ample i una superfície de 5,2 km². Està unida a la Laguna Blanca per un petit estret. Té un perímetre costaner de 10 km.
Presenta una coloració verda maragda a causa de l'alt contingut en minerals de magnesi, carbonat de calci, plom i arsènic de les seves aigües. 
Existeixen evidències que suporten la presència de microorganismes extremòfils en el lloc, els quals es troben adaptats a les altes radiacions solars i a la presència d'arsènic, elevada salinitat i alcalinitat.És a més una gran destinació turística, ja que està als peus del volcà Licancabur, un dels volcans actius més alts del món, que a més conté al seu cràter una de les llacunes més altes del món.